# Roberto II de Dreux

Brasão de Armas da Casa de Dreux.

Roberto II de Dreux (1154 - 28 de Dezembro de 1218),  cognominado o Jovem, foi conde de Dreux e de Braine.

## Biografia
Participou na terceira cruzada e distinguiu-se na localidade do Acre, na Batalha de Arsur em 1191. Voltou a França, onde combateu os ingleses entre 1195 e 1198. Também tomou parte na Cruzada Albigense, em 1210. Em 1214, lutou ao lado de seu primo Filipe II da França na Batalha de Bouvines.
Roberto II de Dreux e a sua esposa Iolanda de Coucy, estão sepultados na necrópole familiar da Igreja da Abadia de Saint-Yved de Braine.

## Relações familiares
Foi filho de Roberto I de Dreux (1123 - 11 de Outubro de 1188), conde de Dreux, e de Inês de Baudemont (1130 - ?), senhora de Braine. 
Casou por duas vezes, a primeira em 1178 Matilde de Borgonha (1150 - 1192), filha de Raimundo de Borgonha, conde de Grignon, conde de Grignon, e de Inês Montpensier, senhora de Montpensier de quem não teve descendência. Casou em 1184, em segundas núpcias com Iolanda de Coucy (1164 - 1222), filha de Raul I de Coucy, Senhor de Coucy e de Inês de Hainaut, filha do conde Balduíno IV de Hainaut (1109 — 8 de Novembro de 1171), de quem teve:
1. Roberto III de Dreux (1185 - 3 de Março de 1234), conde de Dreux casado com Aénor de St.Valéry (1192 - 1250);
2. Eleonor de Dreux (1186 - 1248), casou por duas vezes, a primeira com Hugo III de Châteauneuf (? - 1229), e a segunda com Roberto de Saint-Clair;
3. Isabel de Dreux (1188 - cerca de 1242), casada com João II de Pierrepont (1205 - 1251), conde de Roucy;
4. Alix de Dreux (1189 - 1258), casou por volta de 1200 à Gualtério IV da Borgonha (? - 1219), Senhor de Salins, e mais tarde, em 1221 com Reinaldo III de Choiseul (1195 - 1239);[6]
5. Pedro de Mauclerc (1191 - 1250), duque da Bretanha, casado com Margarida de Montaigu, senhora de Machecoul (1189 -?);
6. Filipa de Dreux (1192 - 17 de Março de 1242), casou em 1219 com Henrique II de Bar, conde de Bar (1190 - 1239);
7. Henrique de Dreux, arcebispo de Reims (1193 - 1240);
8. Inês de Dreux (1195 - 1258), casou com Etienne III de Borgonha, conde de Auxonne (? - 1241);
9. Iolanda de Lusignan (1196 - 1239), casou com Raul II de Lusignan, conde de Eu (? - 1250);
10. João de Dreux (1198 - 1239), conde de Mâcon e de Vienne;
11. Joana de Dreux (1199 - 1272) religiosa;
12. Godofredo de Dreux (1200 - 1219).